# Buccaneers de Des Moines
Les Buccaneers de Des Moines sont une franchise amatrice de hockey sur glace situé à Des Moines dans l'État de l'Iowa aux États-Unis. Elle est dans la division ouest de l'United States Hockey League.

## Historique
L'équipe a été créée en 1980.

### Les logotypes

Logo de 1980 à 2005.
Logo de 2005 à 2011.
Logo de 2011 à 2019.
Logo depuis 2019.

## Palmarès
- Champion de la saison régulière : 1993-1994, 1997-1998 et 1998-1999[1]
- Coupe Clark en tant que vainqueurs des séries : 1991-1992, 1994-1995, 1998-1999 et 2005-2006